# Nachtjagdgeschwader 2
Das Nachtjagdgeschwader 2 war ein Geschwader der deutschen Luftwaffe im Zweiten Weltkrieg, das primär für die Nachtjagd aufgestellt und eingesetzt wurde. Zunächst in den südlichen Niederlanden stationiert, lag das Geschwader danach im Mittelmeerraum, später sogar in Nordafrika. Anschließend erfolgte der Einsatz in der Reichsverteidigung sowie in der Fernnachtjagd über England; insbesondere dort im Unternehmen Gisela.

## Geschwadergeschichte
Am 11. September 1940 tauchte die Bezeichnung des NJG 2 zum ersten Mal auf, als an diesem Tag aus der Zerstörerstaffel des Kampfgeschwaders 30 und der 1. Staffel des Zerstörergeschwaders 1 die I. Gruppe des Nachtjagdgeschwaders 2 aufgestellt wurde. Ihr Fliegerhorst befand sich in Gilze-Rijen, von wo aus die Gruppe Fernnachtjagdeinsätze über der Nordsee und der britischen Küste flog. Ende 1940 wurde die Gruppe durch eine 4. Staffel verstärkt, die durch Umbenennung der 1. Staffel aus dem Zerstörergeschwader 2 entstand. Die Geschwaderkennung war R4 oder 4R.

### 1941 bis 1943
Am 1. November 1941 wurde der Geschwaderstab in Gilze-Rijen aufgestellt. Am selben Tag erfolgte auch die Etablierung der II. Gruppe des NJG 2 aus dem Kommando Wittmundhafen, die Teile ihrer 4. und 6. Staffel abgeben musste. Ihr Einsatzhorst befand sich dabei in Leeuwarden, von wo die Gruppe zu Nachjagdeinsätzen im Himmelbett-Verfahren startete.
Mitte November 1941 wurde die I. Gruppe nach Catania auf Sizilien verlegt, wo sie dem II. Fliegerkorps der Luftflotte 2 unterstellt wurde. Sie flog bis Sommer 1942 Einsätze gegen Malta und stellte den Schiffsbegleitungsschutz. Während dieser Zeit erfolgte im März 1942 die Aufstellung der III. Gruppe des Nachtjagdgeschwaders in Gilze-Rijen. Im Sommer 1942 flog die I. Gruppe ferner Einsätze über Kreta und Nordafrika. Im August 1942 erfolgte ihre Verlegung nach Hoensbroek. Am 1. Oktober 1942 gab es eine weitere Organisationsänderung des Geschwaders. So schied die bisherige II. Gruppe aus und wurde zur neuen IV. Gruppe des Nachtjagdgeschwaders 1. An ihre Stelle trat die erst im März des gleichen Jahres aufgestellte III. Gruppe, die in II./NJG 2 umbenannt wurde.
Von November 1942 bis Juni 1943 flog das Geschwader geschlossen Nachtjagdeinsätze über Sizilien, ferner auch in der U-Boot-Jagd und der Geleitzugsicherung. Im Juni 1943 erfolgte ihre Verlegung nach Mittelitalien. Im Juli 1943 wurde das Geschwader aus seinem Einsatzgebiet herausgezogen und zur Neuausrüstung nach Deutschland verlegt. Die Neuausrüstung des Geschwaders erfolgte dabei in Parchim und Neubrandenburg. Im gleichen Monat erfolgte auch die Aufstellung der III. Gruppe, die sich auf Gilze-Rijen, Enschede und Twente verteilte. Im Dezember 1943 lag der Geschwaderstab zusammen mit der II. Gruppe in Deelen, die III. dagegen in Gilze-Rijen und Venlo sowie die I. in Kassel.

### 1944
Nach der Alliierten Invasion in der Normandie im Juni 1944 wurden sowohl Geschwaderstab als auch die I. und II. Gruppe an die Westfront verlegt, wo sie in Châteaudun-Coulommiers-Dijon stationiert wurden. Nach dem Zusammenbruch der deutschen Fronten wurde das Geschwader im September 1944 aus seinem Einsatz herausgelöst und zurück nach Deutschland verlegt. Ihre Fliegerhorste waren dort Köln, Kassel und Langendiebach. In dieser Phase wurde auch die IV. Staffel des NJG 2 in Münster aufgestellt. Ihre Kontingente stammten aus der Umbenennung der I. Gruppe des Nachtjagdgeschwaders 7. Ende 1944 wurde das Geschwader erneut umgruppiert. Geschwaderstab und I. Gruppe wurden nach Twente verlegt. Die II. Gruppe wurde nach Vechta verlegt und die III. Gruppe schied aus. Sie ging als neue IV. Gruppe zum Nachtjagdgeschwader 3 über. An ihrer Stelle erhielt das Geschwader die bisherige IV. Gruppe des NJG 3; nunmehr als (neue) III./NJG 2.

### 1945
Am 23. Februar 1945 schied die IV. Gruppe aus dem Geschwader als Nachtschlaggruppe 30 aus. In der Nacht vom 3. auf dem 4. März 1944 war das Geschwader am Fernnachtjagdeinsatz gegen England im Unternehmen Gisela beteiligt. Danach wurden sowohl Geschwaderstab, I. und III. Gruppe allmählich nach Schleswig zurückgedrängt, wo sie sich auflösten. Die II. Gruppe hingegen zog sich bis zum Kriegsende über Langendiebach, Mainz, Illesheim bis nach Pocking zurück. Am 10. Mai 1945 kapitulierte sie im böhmischen Grenzgebiet. Die Aufstellung der V. Gruppe aus der III. Gruppe des Kampfgeschwaders 2 wurde nicht realisiert.

### Letzte Gliederung
Die letzte Gliederung des NJG 2 datiert von Anfang Mai 1945. Allerdings gibt die Publikation von Werner Girbig nur die Familiennamen der Gruppenkommandeure an. Demnach ergibt sich folgende Struktur:
| Gruppe      | Dienstgrad | Name      |
| ----------- | ---------- | --------- |
| I. Gruppe   | Hauptmann  | Raht      |
| II. Gruppe  | Hauptmann  | Brinkhaus |
| III. Gruppe | Hauptmann  | Merker    |

## Geschwaderkommodore
Zwischen 1941 und 1945 wurde das Geschwader von fünf Kommodoren geführt:
| Dienstgrad     | Name                                | Datum                                           |
| -------------- | ----------------------------------- | ----------------------------------------------- |
| Oberleutnant   | Karl Hülshoff                       | 1. November 1941 bis 31. Dezember 1943          |
| Major          | Heinrich Prinz zu Sayn-Wittgenstein | 1.–21. Januar 1944 (gefallen)                   |
| Oberstleutnant | Günther Radusch                     | März 1944 bis 30. Oktober 1944                  |
| Major          | Paul Semrau                         | 1. November 1944 bis 8. Februar 1945 (gefallen) |
| Oberstleutnant | Wolfgang Thimmig                    | bis Auflösung                                   |

## Bekannte Geschwaderangehörige
- Werner Streib (1911–1986), war 1966 als Brigadegeneral „Inspizient Fliegende Verbände“ der Luftwaffe der Bundeswehr